# Ватанабэ, Рю
Рю Ватанабэ (яп. 渡邉瑠, англ. Ryu Watanabe), родился 21 июля 1996 года, в районе Нэрима-ку Токио) — конькобежец, специализирующийся в шорт-треке. Окончил Университет Риккё на кафедре экономики экономического факультета.

## Спортивная карьера
Рю Ватанабэ начал кататься на роликах, когда ему было 6 лет по рекомендации отца Казунори, который был скейтбордистом в старшей школе. С шорт-треком он впервые столкнулся в возрасте 9 лет, когда учился в 4 классе начальной школы Китамати и принял это как часть его обучения катанию на роликах. Сначала его учил отец, и Рю сам научился соревноваться, и постепенно он начал совмещать катание на роликах и соревнования по шорт-треку. Рю был выбран игроком сборной Японии по катанию на роликах, но не добился желаемых результатов.
В 1-м классе средней школы Сэйдзё он принадлежал к команде клуба шорт-трека в Токио, где познакомился со своим первым тренером. Под руководством опытного тренера он начал соревноваться только в шорт-треке и уже в сезоне 2010/11 годов выиграл две гонки на Всеяпонском чемпионате среди юниоров. На чемпионате Азии 2011 года занял 2-е место в беге на 1000 м. Через год на юниорском Всеяпонском чемпионате занял 2-е место в общем зачёте. 
В 2013 году на юниорском чемпионате мира в Варшаве Рю завоевал бронзовую медаль в эстафете, а следом на чемпионате Японии среди юниоров занял 3-е место в общем зачёте. В марте 2014 года Рю участвовал на юниорском чемпионате мира в Эрзуруме и выиграл очередную бронзу в эстафете, а также 22-е место в личном зачёте многоборья. В декабре на Всеяпонском чемпионате на отдельных дистанциях выиграл бронзу в беге на 500 м.
В 2015 году на чемпионате Японии среди юниоров он занял 3 место в общем зачете, а позже на Всеяпонском чемпионате поднялся в общем зачёте на 3-е место, выиграв 1-е место на дистанции 1000 м. В январе 2016 года на чемпионате мира среди юниоров в Софии занял 4-е в эстафете. В феврале 2017 года на зимней Универсиаде в Алма-Ате занял 5-е место на дистанции 1000 м и 4-е место в эстафете, а на Всеяпонском чемпионате 2017 года стал 2-м на дистанции 3000 метров.
Когда Рю был на 2-м курсе университета, он решил взять отпуск в университете и учиться за границей в Корее с целью участия в Олимпийских играх в Пхёнчхане. Однако на оборочных олимпийских соревнованиях он занял 6-е место в общем зачёте и не смог принять участие в играх 2018 года. В ноябре на Всеяпонском чемпионате он выиграл в беге на 1000 м. Рю Ватанабэ на 90-м чемпионате Японии по студенческим ледовым соревнованиям, проходившем в префектуре Нагано в январе 2018 года выиграл на дистанции 1000 м золотую медаль.
Через год в феврале 2019 на этих же играх он выиграл на двух дистанциях 500 и 1000 м. Кстати 1000-метровку выиграл 4-й раз подряд. А в марте после Кубка Японии решил завершить карьеру спортсмена, уйти с колледжа и устроится на работу в крупную автомобильную компанию.

## Семья
Его сестра Аои Ватанабэ также участвует в шорт-треке на международном уровне и выиграла бронзовую медаль в эстафете на чемпионате мира 2017 года. Его отец фотограф и водитель.